# Valdepeñas
Valdepeñas település Spanyolországban, Ciudad Real tartományban. Valdepeñas Alhambra, Montiel, Torre de Juan Abad, Torrenueva, Santa Cruz de Mudela, Moral de Calatrava, Manzanares, Membrilla és San Carlos del Valle községekkel határos. Lakosainak száma 30 617 fő (2024).

## Népesség
A település népessége az elmúlt években az alábbi módon változott:
| Lakosok száma | 26 494 | 27 274 | 28 183 | 31 147 | 31 141 | 30 705 | 30 277 | 30 077 | 30 218 | 30 617 |
|               | 2001   | 2004   | 2006   | 2009   | 2011   | 2014   | 2016   | 2019   | 2021   | 2024   |